# Souleymane Koné
Souleymane Koné (* 1. Mai 1996 in Grand-Bassam) ist ein ivorischer Fußballspieler.

## Karriere
Koné begann seine Karriere bei ASEC Mimosas. Im Februar 2012 wechselte er nach Bulgarien in die Jugend von ZSKA Sofia. Im Februar 2015 wechselte er nach Armenien zum FC Ararat Jerewan. Bis zum Ende der Saison 2014/15 kam er zu zehn Einsätzen in der Bardsragujn chumb. In der Saison 2015/16 absolvierte der Verteidiger 25 Partien in der höchsten armenischen Spielklasse. In der Saison 2016/17 kam er zu vier Einsätzen, ehe er Ararat im Oktober 2016 verließ.
Daraufhin wechselte er dann im Januar 2017 nach Schweden zum Djurgårdens IF. Für Djurgårdens kam er in der Saison 2017 aber nur zweimal im Cup zum Einsatz. Im Januar 2018 wurde er für eineinhalb Jahre in die Slowakei an den DAC Dunajská Streda verliehen. Während der Leihe absolvierte er 25 Partien für den DAC in der Fortuna liga. Nach dem Ende der Leihe kehrte er jedoch nicht mehr nach Skandinavien zurück, sondern wechselte zur Saison 2019/20 zum Zweitligisten KVC Westerlo. Für Westerlo kam er in seiner ersten Spielzeit bis zum COVID-bedingten Saisonabbruch zu elf Einsätzen in der Division 1B. In der Saison 2020/21 kam er dann nicht mehr zum Einsatz.
Im Januar 2021 wechselte Koné nach Polen zu Wisła Krakau. In Krakau kam er zu sieben Einsätzen in der Ekstraklasa. Nach der Saison 2020/21 verließ er die Polen wieder. Nach einem Jahr ohne Klub schloss sich der Innenverteidiger zur Saison 2022/23 dem österreichischen Zweitligisten SKN St. Pölten an, bei dem er einen bis Juni 2024 laufenden Vertrag erhielt. Insgesamt kam er zu zehn Einsätzen in der 2. Liga für den SKN. Nach der Saison 2023/24 verließ er St. Pölten.